# Unione dei Giovani Comunisti (Cuba)
L'Unione dei Giovani Comunisti (in spagnolo Unión de Jóvenes Comunistas, UJC) è l'organizzazione giovanile del Partito Comunista di Cuba.
L'appartenenza all'organizzazione è volontaria tra i giovani cubani tra i 15 e i 30 anni (nel caso limite dei quindicenni, viene concessa l'iscrizione solo a coloro che si distinguono in modo particolare nello studio e nel lavoro volontario).
L'UJC ha rapporti con 218 organizzazioni in tutto il mondo, è affiliata alla Federazione Mondiale della Gioventù Democratica e partecipa anche in 14 altre organizzazioni internazionali.
Il suo organo ufficiale è il quotidiano Juventud Rebelde.

## Storia
Nel 1928 il primo Partito Comunista di Cuba, creò una prima associazione giovanile, la Lega della Gioventù Comunista, che esistette per poco più della metà di un decennio.
Alla fine del 1944, per iniziativa del Partito Socialista Popolare nacque la Gioventù Socialista. Dopo la rivoluzione cubana, Che Guevara diede vita all'Associazione dei Giovani Ribelli, che si fuse con la Gioventù socialista nel 1960.
Il 4 aprile del 1962, durante il Primo Congresso della nuova organizzazione unitaria, su suggerimento di Fidel Castro venne adottato il nome di Unione dei Giovani Comunisti.

## Simbolo
Il simbolo dell'organizzazione vede al centro la sovrapposizione del profilo dei volti di Ernesto Guevara, Camilo Cienfuegos e Julio Antonio Mella. Altri elementi fondamentali sono la stella rossa e tre parole che vogliono riassumere ciò che serve per difendere la rivoluzione: estudio (studio), trabajo (lavoro) e fusil (fucile).

## Attività
Scopo dell'organizzazione è assumere la formazione comunista delle nuove generazioni, sulla base di patriottismo, fedeltà al Partito Comunista, difesa dei più alti valori umani dello spirito anti-imperialista e internazionalista che ha caratterizzato la rivoluzione cubana.
La UJC cura diversi programmi a favore dei giovani cubani, come il Joven Club de Computación (una rete di centri tecnologici per la socializzazione e l'apprendimento informatico), le Brigate Tecniche Giovanili, le Brigate di Istruttori d'Arte, il Camping Popolare, i Lavoratori Sociali e dirige anche le campagne estive nel paese. L'organizzazione promuove inoltre l'associazionismo nella Federazione degli studenti delle scuole superiori (Federación de Estudiantes de la Enseñanza Media - FEEM), nella Federazione Studentesca Universitaria (Federación Estudiantil Universitaria - FEU) e nell'Organizzazione dei Pionieri José Martí (Organización de Pioneros José Martí - OPJM).

## Struttura
Il "Congresso" si riunisce ogni 4 anni, è composto dai delegati di tutte le province. Approva Statuti e Regolamenti e designa Ufficio Nazionale e Comitato Nazionale.
L'Ufficio Nazionale è composto da 10-15 membri ed è presieduto da un "Primo Segretario". È responsabile della direzione della organizzazione quando il Comitato Nazionale non si riunisce riunito. A livello territoriale esistono Uffici provinciali e municipali.
Il Comitato nazionale si riunisce due volte l'anno e ha un ruolo preparatorio in vista del Congresso. A livello territoriale esistono i Comitati provinciali, che si riuniscono 3 volte l'anno, e quelli municipali (che si riuniscono fino a quattro volte l'anno).

## Dirigenti
Di seguito l'elenco delle persone che hanno ricoperto l'incarico di Primo Segretario dell'UJC:
- Joel Iglesias (dal 1962 al 1966). Non ha avuto alcuna carica politica da quando ha lasciato l'incarico.
- Jaime Hernandez-Baquero Crombet (dal 1966 al 1972). È diventato Vice Presidente dell'Assemblea nazionale dal 1993.
- Muñiz Orlando Luis Domínguez (dal 1972 al 1982). Nel 1985 venne designato alla direzione del neonato Instituto de Aeronáutica Civil ma due anni più tardi fu destituito e condannato a 20 anni di carcere per malversazione, abuso di potere e uso indebito di risorse finanziarie.
- Carlos Lage Davila (dal 1982 al 1986). È stato Vice Presidente di Cuba dal 1993 al 2009.
- Roberto Robaina González (dal 1986 al 1993). Fu ministro degli Esteri di Cuba dal 1993 al 1999. Nel 2002 è stato espulso dal Partito Comunista di Cuba[1].
- Juan Contino Aslan (dal 1993 al 1994). È stato presidente della giunta provinciale dell'Avana dal 2003 al 2011.
- Victoria Velázquez (dal 1994 al 1997). Nel 1997 è stata destituita dall'incarico di Primo Segretario dell'UJC.
- Otto Rivero Torres (dal 1997 al 2004). È stato vice Primo Ministro tra il 2004 e il 2009.
- Julio Martínez Ramírez (dal 2004 al 2009). È membro del Comitato Provinciale del Partito Comunista di Cuba all'Avana.
- Liudmila Alamo Dueñas (dal 2009). È membro del Comitato Centrale del Partito e del Consiglio di Stato.